# Beitang shuchao
Das Beitang shuchao (chinesisch 北堂书钞; Gesammelte Schriften aus der Nordhalle) ist eine der frühesten nach Sachgruppen unterteilten chinesischen Enzyklopädien (leishu) vom Anfang der Tang-Dynastie.
Dieses für das Verständnis der älteren chinesischen Kulturgeschichte bedeutende Werk von Yu Shinan 虞世南 (558–638), dem Sekretär in der kaiserlichen Bibliothek der Sui-Dynastie, enthält viele sonst verlorene Auszüge aus älteren Werken. Es umfasst 160 Kapitel (juan), diese sind in weitere Abschnitte (pian) untergliedert. Ursprünglich waren es insgesamt 801 Abschnitte, die heutigen Ausgaben zählen 51 mehr, nämlich 852.
Es behandelt insgesamt 19 Sachgruppen, diese sind nach Nagel-Angermann folgendermaßen gegliedert:
- Monarchen
- Kaiserinnen und Konkubinen
- Regierungspraxis
- Strafgesetze
- Investituren
- Beamten-Immission
- Riten und Zeremonien
- Bibliographische und ausgewählte Schriften
- Musik
- Kriegswesen und militärische Meriten
- Kleidungsutensilien
- Zeremonial- und Ritualgegenstände
- Garderobe
- Boote
- Wagen
- Spirituosen und Nahrungsmittel
- Himmel
- Jahreszeiten
- Erde

Der den alkoholischen Getränken und Speisen (jiushi bu 酒食部) gewidmete Teil beispielsweise umfasst die sieben Kapitel (juan) Nr. 142 bis 148 in zusammen 60 Abschnitten.